# Noalyss
Noalyss (anciennement PhpCompta avant janvier 2014) est une plate-forme pour la comptabilité , il  est le premier logiciel libre de serveur de comptabilité ; il  fonctionne pour toutes les comptabilités à double entrée à travers n'importe quel navigateur Internet. Il peut être considéré comme un programme "serveur" parce qu'il permet d'héberger la comptabilité d'un nombre illimité de sociétés gérées par des utilisateurs différents. Les droits des utilisateurs sont gérés finement par sociétés (alias dossier). 
Développé initialement par Dany De Bontridder, ce logiciel est depuis son origine un logiciel libre sous licence GNU GPL2 ; il peut être utilisé, modifié et téléchargé gratuitement. Pour permettre à l'utilisateur de ne pas devoir directement utiliser des postes comptables, PhpCompta a un mécanisme de fiche, ces fiches permettent de faire de la comptabilité sans être obligé de connaître le plan comptable. En janvier 2014, le projet est rebaptisé Noalyss.

## Architecture
Ce programme ne fonctionne qu'à travers un navigateur internet et doit donc être installé sur un Serveur HTTP.
Langage de programmation : PHP, javascript, SQL.
Base de données supportées : PostgreSQL de version supérieure à 8.2.
Serveur HTTP supportés : Apache2 Lighthttp.

## Business modèle
Si le programme est libre, il est aussi téléchargeable gratuitement. Le Business modèle est basé essentiellement sur le développement des plugins et sur l'hébergement payant.

## Possibilités
Dans chaque dossier de NOALYSS , il est possible de tenir une comptabilité pour une entité : société , personne morale ou personne physique . Cela comprend les états comptables (bilan, balance, etc.),  la comptabilité analytique et aussi le suivi des clients, fournisseurs, administration. Il dispose aussi d'un module de comptabilité analytique et d'un système de prévision, de génération de document et de stock. Ses possibilités peuvent être étendues par les plugins  comme par exemple celui de la déclaration de TVA belge , le détail d'un bilan ou la possibilité de faire des rapports avec les chiffres de la comptabilité et de la comptabilité analytique.
Parce qu'il est un programme en ligne, c'est-à-dire utilisant les technologies web, il peut être utilisé simultanément par plusieurs personnes.

## Historique
Version 0.9 30 juillet 2003 : inscription officielle dans les dépôts CVS de savannah
Version 1.x à partir du 6 juin 2004 : ajout des thèmes, de l'export des rapports en PDF et CVS, possibilité d'extourner une opération, ajout des stocks, impression de bilan
Version 2.0 à partir du 1er août 2006 génération de facture sur base de modèle à charger dans la base de données, suivi de client
Version 3.0 à  partir du 2 novembre 2007 : changement d'apparence
Version 4.0 à partir du 3 mars 2008 ajout de la numérotation des pièces justificatives, génération des notes de frais
Version 5.0 à partir du 15 janvier 2010 :  ajout d'un système d'extension (plugin), rapprochement bancaire, lettrage des opérations, extension de la création de document à d'autres types de documents : bordereau de livraison, lettre de rappel
Version 6.0 à partir de janvier 2012: Toute l'interface peut être changée suivant le groupe d'utilisateur (profil) auquel vous appartenez
Version 7.0 à partir du 1er mars 2018 : réécriture importante, nouvelle interface
En janvier 2014, il change de nom et devient NOALYSS pour plusieurs raisons ; la première est que l'équipe de développement de PHP préfère qu'aucun produit tiers n'utilise PHP dans son appellation, l'autre parce que PhpCompta n'est pas limité à la comptabilité.
À partir de la version 7, Noalyss a une interface qui permet de télécharger et de l'installer pour le mettre à jour.  Cette possibilité de télécharger et d'installer automatiquement existe aussi  pour les extensions (plugins) et les modèles de dossiers.
Version 8.0 à 23 novembre 2020 , amélioration de la partie "Suivi" : CRM , suivi fournisseur, gestion des documents...
Version 9.0 à partir du 30 aout 2021 , cette version permet de travailler avec devises étrangères, l'interface a été réécrite et est basée sur le framework Bootstrap CSS
Version 9.1 à partir du 26 février 2023 : Elle introduit de nouvelles fonctionnalités dont, notamment, la possibilité d’ajouter une taxe additionnelle OTAX. Elle n'est plus compatible avec les versions de PHP inférieures à 7.4
Version 9.2 à partir du 17 mars 2024 : Amélioration de l'interface, renforcement de la sécurité et réécriture de code, elle n'est compatible qu'avec les versions de PHP supérieures à 8.

## Comptabilités supportées officiellement
- France (commerce, Loi 1901, indépendant, société)
- Belgique (commerce, ASBL, indépendant, société)
- OHADA (Organisation_pour_l'harmonisation_en_Afrique_du_droit_des_affaires)